# Hybos wangae
Hybos wangae är en tvåvingeart som beskrevs av Yang, Merz och Patrick Grootaert 2006. Hybos wangae ingår i släktet Hybos och familjen puckeldansflugor. Inga underarter finns listade i Catalogue of Life.